# Алфи Кабиљо
Алфонс Алфи Кабиљо (Загреб, 22. децембaр 1935 — Загреб, 1. април 2025) био је југословенски и хрватски композитор и музичар. Компоновањем се бавио више од 60 година. За то време створио је опус од више од 40 филмова и више од 100 звучних записа за епизоде, једанаест мјузикала, два музичка филма и два балета.

## Биографија
Рођен је у породици сефардских Јевреја, поријеклом из Сарајева, од оца Ашера и мајке Рахеле (р. Шемо). Мајка му је рођена у Броду, а дјед по мајци у бугарском мјесту Русе. Одгајан је на матерњем јудејско-шпанском (ладино) језику. Његова породица је једна од двије загребачке јеврејске породице која је преживјела НДХ. Иако су више пута одвођени у усташки затвор, пуштани су захваљујући различитим интервенцијама.
Музици га је подучавао хрватски композитор Рудолф Мац, а касније је уписао музичку школу Ватрослав Лисински. Роџер Самин му је помогао да усаврши своје композиторске вештине.  Иако је дипломирао на Архитектонском факултету Свеучилишта у Загребу, Алфи Кабиљо то никада није искористио.  Већи део живота провео је у загребачком насељу Шалата, иако се кратко задржао у Паризу.  Кабиљо је бивши председник Хрватског друштва складатеља и члан организације ФИДОФ.

## Каријера
Алфи је своју прву песму написао када је имао осам година.
Од тада је писао звучне записе за различите филмове, укључујући филм Маказе из 1991. са Шерон Стоун и Ронијем Коксом у главним улогама и филм Девојка из 1986. године. Написао је и звучне записе за преко 100 телевизијских епизода, укључујући хрватску ТВ мини-серију Љубав или смрт према роману Ивана Кушана, ТВ серију Не дај се Флоки и серију о славном проналазачу Николи Тесли.
Његове песме су певали награђивани певачи као што су Иво Робић и Тереза Кесовија.
Кабиљово најпродаваније и најпознатије дело је мјузикл Јалта, Јалта, за који је 2004. године добио награду Порин за магнум опус. До данас, мјузикл је три пута објављен у аудио формату, а прву премијеру имао је 1971. године. Сва три издања су распродата пре више деценија.

## Приватан живот
Имао је сина Илана, који је певач и ћерку Данијелу, која је била запосленик Уједињених нација и Интерпола. Од сина и ћерке има по двије унуке.
Преминуо је 1. априла 2025. године у Загребу.